# Мировой посредник (должность)
Мирово́й посре́дник — чиновничья должность с 1859 года в Российской империи для улаживания поземельных отношений между помещиками и крестьянами и надзора за крестьянскими учреждениями. Мировые посредники назначались губернаторами с утверждением сенатом; просуществовали в центральных губерниях до 1867 года, дольше сохранялись в западных губерниях (кроме Витебской, Могилёвской и Минской), а также в закавказских.
Апелляционной инстанцией для них являлись уездные съезды, кассационной — губернские по крестьянским делам присутствия. В закавказских губерниях не было мировых съездов, апелляционной инстанцией являлись губернские присутствия.

## Предыстория
Главный комитет по крестьянскому делу предположил для разбора споров между помещиками и водворенными на их землях временно-обязанными крестьянами учредить мировых судей и уездные расправы. Предположения эти, согласно которым в мировых крестьянских учреждениях должны были слиться оба сословных элемента — помещичий и крестьянский, были Высочайше утверждены в качестве основных начал 25 марта 1859 г. и сводились к следующему:
- мировые судьи должны были избираться крестьянами на три года из местных дворян-помещиков, соединяющих в себе известные условия личного и земельного ценза;
- вторую инстанцию крестьянских учреждений — уездную расправу — должно было составлять постоянное присутствие, под председательством одного из мировых посредников, из двух заседателей — одного от помещиков, другого от крестьян.

### Редакция проекта
В дальнейших стадиях разработки проекта о мировых крестьянских учреждениях эти основные начала подверглись весьма существенным изменениям. Прежде всего возникшее предположение о передаче проектированным мировым судьям, кроме крестьянских дел, ещё суда по всякого рода малоценным искам и маловажным проступкам, было отклонено в комиссии о губернских и уездных учреждениях, главным образом по многосложности обязанностей, предстоявших крестьянским учреждениям.
Ввиду того что предположенные крестьянские учреждения должны были иметь по преимуществу характер посреднический и административно-судебный, а вместе с тем рассматривались как учреждения временные и исключительные, комиссия, во избежание смешения понятий, название мировых судей заменила именем мировых посредников.
В редакционных комиссиях, в видах уменьшения расходов по содержанию мировых по крестьянским делам учреждений, решено было для образования второй инстанции установить не постоянные присутствия в уездных городах, а временные съезды мировых посредников каждого уезда, с назначением в состав каждого мирового съезда особого члена от правительства, а при окончательном утверждении закона в состав мирового съезда был введен в качестве председателя уездный предводитель дворянства. Редакционные комиссии предположили также учреждение третьей инстанции — губернского по крестьянским делам присутствия, которое впоследствии состояло под председательством губернатора из губернского предводителя дворянства, управляющего государственными имуществами, губернского прокурора, двух членов из местных дворян-помещиков, приглашаемых, по сношению с начальником губернии, министром внутренних дел с Высочайшего соизволения, и двух членов из местных дворян-помещиков, избранных собранием губернского и уездных предводителей дворянства.
Отказ от выборности мировых посредников
При рассмотрении проекта в главном комитете было решено временно отказаться от выбора мировых посредников ввиду того, что они должны были участвовать в предстоявших преобразованиях со дня обнародования положений о крестьянах, вышедших из крепостной зависимости, и во всяком случае в такое время, когда крестьянские общества ещё не могли быть образованы для производства выборов. Главный комитет признал необходимым назначение мировых посредников на первые 3 года после издания положений предоставить губернаторам, с тем, чтобы они избирали посредников из составленных уездным дворянским собранием списков, по совещанию с губернским и уездными предводителями дворянства, и представляли об утверждении их сенату.
Чтобы придать посредникам самостоятельность, их увольнение и предание суду было предоставлено комитетом не губернатору, а сенату, вне власти губернаторов, применительно к порядку, установленному для предводителей дворянства.

## 1864—1867 годы
Создавая такой порядок назначения мировых посредников, комитет придавал ему только временное значение, имея в виду вернуться к началам, высочайше утверждённым 25 марта 1859 г. В законе было прямо оговорено, что «порядок избрания мировых посредников по истечении 3 лет должен быть определён особыми правилами». Но в 1864 году тогдашние посредники были оставлены в должностях сперва ещё на год, а потом мера эта была продолжаема каждый раз особыми постановлениями и в следующие годы, до 1867 года включительно.
Планировавшаяся выборная организация, единственно способная установить прочную органическую связь между мировыми посредниками и крестьянским самоуправлением, поставленным под их надзор, никогда не была осуществлена.

### Функции мировых посредников
Предметы ведомства мировых крестьянских учреждений распадались на две главные отрасли:
- к одной относились поземельные отношения между помещиками и крестьянами, а именно — составление уставных грамот, определение надела и повинностей крестьян, отвод угодий, перенос усадеб, обмен земель, засвидетельствование добровольных соглашений между помещиками и крестьянами, то есть в общем установление поземельных отношений, затем разбор всех исков и жалоб, возникающих из этих же отношений и, наконец, дела по выкупу надела и вообще по прекращению обязательных отношений между помещиками и крестьянами;
- к другой отрасли принадлежали дела по общественному управлению крестьян: первоначальное образование и открытие сельских обществ и волостей, изменения в их составе, утверждение волостных старшин и постоянный надзор за действиями крестьянского управления.

Мировым посредникам было предоставлено:
- ведать все эти дела или путём рассмотрения жалоб на действия крестьянского управления от самых обществ, отдельных крестьян и помещиков, или путём непосредственного усмотрения мировыми посредниками нарушения крестьянскими властями их обязанностей;
- право налагать на должностных лиц крестьянского управления определенные взыскания (замечание, выговор, штраф до 5 руб. и арест до 7 дней), удалять их от должности и предавать суду;
- судебно-полицейское разбирательство споров между людьми всех сословий по найму сельских рабочих, аренде земель, по потравам и порубкам в частных угодьях и лесах.

С введением судебных уставов императора Александра II все иски и споры судебного свойства, не относящиеся до исполнения уставных грамот и не истекающие из обязательных отношений между помещиками и временно-обязанными крестьянами, отошли от мировых посредников к судебным установлениям.
К предметам ведомства уездных мировых съездов относились:
- разбор жалоб, а именно:
  - жалоб на решения мировых посредников по спорам и недоразумениям, возникающим из обязательных поземельных отношений между помещиками и временно-обязанными крестьянами,
  - жалоб на волостные сходы и на волостных должностных лиц, поступающих в съезд с заключениями мировых посредников;
- распорядительные по крестьянским делам действия (разрешение представлений мировых посредников об обязательном для крестьян разверстании и обмене угодий и перенесении усадеб; исправление уставных грамот вследствие поверочного измерения надела; разрешение представлений мировых посредников по жалобам крестьян на всякое незаконное, с чьей бы то ни было стороны, препятствие к увольнению их из общества и др.).

Губернское по крестьянским делам присутствие рассматривало жалобы на постановления мировых посредников и уездных мировых съездов лишь в качестве кассационной инстанции; самостоятельные решения оно постановляло по делам распорядительным (утверждение представленных мировыми посредниками мирских приговоров об удалении порочных членов из среды общества; дела об обязательном перенесении крестьянских усадеб и обмене угодий, если в мировом съезде не состоялось по этим делам единогласного решения и др.). На губернские присутствия было возложено и утверждение представленных мировыми посредниками добровольных — между помещиками и крестьянами — соглашений об уменьшении крестьянского надела.
В своё время губернские присутствия имели своей задачей установление всех подробностей, относящихся до приведения в действие положений 19 февраля 1861 г., и вообще руководили осуществлением крестьянской реформы на местах. При разборе дел по жалобам и спорам мировые посреднические учреждения придерживались в целом порядков, свойственных судебным установлениям; но в губернском присутствии дела рассматривались без участия сторон. Решения губернских присутствий могли быть обжалованы во втором департаменте сената. Срок для обжалования решений всех инстанций посреднических учреждений был установлен месячный, но для обжалования распорядительных действий мирового съезда — трёхмесячный. В случаях особенно важных, когда губернатор затруднялся выполнить решение губернского присутствия, ему разрешалось приостановить под собственную ответственность исполнение такого решения и подать рапорт во второй департамент сената, доводя о том одновременно и до сведения министра внутренних дел.

### Периоды деятельности
Деятельность мировых посредников прошла два периода.
В первом, когда ряды мировых посредников пополнялись лучшими представителями русского общества (так называемые «мировые посредники первого призыва»), когда институтом этим дорожила высшая администрация, когда округ каждого посредника был не слишком обширен, деятельность их была весьма успешна и много способствовала правильному ведению крестьянского дела. Этот первый период продолжался менее трёх лет.
В настроении высших сфер наступила перемена, выразившаяся, между прочим, в сокращении числа мировых посредников (большей частью до двух в уезде); лучшие из первоначальных деятелей по тем или другим причинам вышли из числа посредников; ослабело исключительное уважение к этому институту со стороны самой администрации, как к учреждению, на котором отражалось величие только что совершившегося акта освобождения; прежде предположенная срочность служения мировых посредников и виды на будущее избрание уступили место несменяемой службе; уменьшение числа мировых посредников увеличило пространство, вверенное ведению каждого из них, а вместе с тем и самое число дел. Под влиянием всех этих неблагоприятных условий мировые посредники стали проявлять по отношению к главной оставшейся за ними функции — надзору за крестьянским самоуправлением — полное бездействие, вследствие чего были заменены крестьянскими присутствиями.

## После 1867 года
Дольше мировые посредники оставались в западных губерниях, за исключением Витебской, Могилёвской и Минской, и в губерниях закавказских.
В последних губерниях избрание, утверждение в должности и увольнение мировых посредников предоставлено главноначальствующему гражданской частью на Кавказе. В закавказских губерниях не было уездных съездов мировых посредников, а апелляционной инстанцией являлись губернские по крестьянским делам присутствия, тифлисское и кутаисское, состоявшие под председательством губернатора из губернского предводителя дворянства, управляющих государственными имуществами и казёнными палатами, прокурора и четырёх членов-делопроизводителей, по назначению министра внутренних дел.
Для приведения в исполнение положения о поземельном устройстве государственных крестьян, водворенных на землях лиц высшего мусульманского сословия, а равно меликов (дворян) из армян в Елисаветпольской, Бакинской и Эриванской губерниях и в Ахалцыхском и Тифлисском уездах Тифлисской губернии, были учреждены мировые посредники и губернские по поселянским делам присутствия елисаветпольское, бакинское и эриванское; члены этих присутствий назначались главноначальствующим гражданской частью на Кавказе. В Сухумском округе апелляционной по отношению к мировым посредникам инстанцией являлось «особое по делам бывших зависимых сословий присутствие»; для образования этого присутствия к составу сухумской сословно-поземельной комиссии присоединился начальник округа, занимавший место председателя.